# 無名戰士墓 (葡萄牙)
無名戰士墓（葡萄牙語：Túmulo do Soldado Desconhecido）是位在葡萄牙雷里亞近郊的巴塔利亞修道院的無名戰士墓 。
收藏第一次世界大戰的2名陣亡者的遺骨（法蘭德斯戰場1名、非洲戰線1名）。1921年4月6日埋葬。

## 注釈
1. ↑  . （原始内容存档于2021-04-12）.
2. ↑  . （原始内容存档于2021-04-12）.

## 外部連結
- （页面存档备份，存于）